# Чадрон (Небраска)
Чадрон (енгл. Chadron) град је у америчкој савезној држави Небраска.

## Демографија
По попису из 2010. године број становника је 5.851, што је 217 (3,9%) становника више него 2000. године.
| Група             | 2000.         | 2010.         |
| Белци             | 5.172 (91,8%) | 5.030 (86,0%) |
| Афроамериканци    | 37 (0,7%)     | 96 (1,6%)     |
| Азијати           | 18 (0,3%)     | 44 (0,8%)     |
| Хиспаноамериканци | 153 (2,7%)    | 212 (3,6%)    |
| Укупно            | 5.634         | 5.851         |